# Saturn-Award-Verleihung 2021
Die 46. Saturn-Award-Verleihung fand am 26. Oktober 2021 in Los Angeles statt. Es gab mehrere signifikante Änderungen. Die Nominierungen wurden am 4. März 2021 bekanntgegeben. Da die Verleihung 2020 aufgrund der Corona-Pandemie nicht stattfinden konnte, wurde der Bewerbungszeitraum entsprechend erweitert und galt vom 15. Juli 2019 bis zum 15. November 2020.
Im Filmbereich erhielt Star Wars: Der Aufstieg Skywalkers mit 12 Nominierungen die meisten Nennungen, gefolgt von Tenet mit neun und Doctor Sleeps Erwachen mit acht. Im Fernsehbereich wurden Better Call Saul, Outlander und The Walking Dead je fünfmal nominiert.
Erfolgreichste Filmproduktion wurde Star Wars: Der Aufstieg Skywalkers mit fünf Auszeichnungen.

## Nominierungen und Gewinner

### Film
| Kategorie                    | Preisträger                                            | Film                                | Nominierungen |
| ---------------------------- | ------------------------------------------------------ | ----------------------------------- | --- |
| Bester Science-Fiction-Film  |                                                        | Star Wars: Der Aufstieg Skywalkers  | Ad Astra – Zu den Sternen Gemini Man Lucy in the Sky Tenet Terminator: Dark Fate |
| Bester Fantasyfilm           |                                                        | Once Upon a Time in Hollywood       | Bill & Ted retten das Universum Jumanji: The Next Level Der König der Löwen Maleficent: Mächte der Finsternis Sonic the Hedgehog Hexen hexen |
| Bester Horrorfilm            |                                                        | Der Unsichtbare                     | Doctor Sleeps Erwachen Freaky Es Kapitel 2 Midsommar Ready or Not – Auf die Plätze, fertig, tot Scary Stories to Tell in the Dark |
| Bester Action-/Adventurefilm |                                                        | Mulan                               | 1917 Bad Boys for Life El Camino: Ein „Breaking Bad“-Film Fast & Furious: Hobbs & Shaw The Gentlemen |
| Bester Thriller              |                                                        | Knives Out – Mord ist Familiensache | Da 5 Bloods The Good Liar – Das alte Böse The Irishman Mank Der schwarze Diamant |
| Bester internationaler Film  |                                                        | Parasite                            | Jojo Rabbit The Nightingale – Schrei nach Rache Official Secrets Sputnik – Es wächst in dir La Gomera |
| Bester Independentfilm       |                                                        | Encounter                           | Angel of Mine The Aeronauts Die Farbe aus dem All Freaks – Sie sehen aus wie wir Palm Springs Possessor |
| Bester Animationsfilm        |                                                        | Onward: Keine halben Sachen         | Everest – Ein Yeti will hoch hinaus Die Addams Family Die Eiskönigin II Spione Undercover – Eine wilde Verwandlung Trolls: World Tour |
| Beste Comicverfilmung        |                                                        | Joker                               | Birds of Prey: The Emancipation of Harley Quinn Bloodshot The New Mutants The Old Guard |
| Beste Regie                  | J. J. Abrams                                           | Star Wars: Der Aufstieg Skywalkers  | Niki Caro für Mulan Mike Flanagan für Doctor Sleeps Erwachen Christopher Nolan für Tenet Gina Prince-Bythewood für The Old Guard Quentin Tarantino für Once Upon a Time in Hollywood Leigh Whannell für Der Unsichtbare |
| Bestes Drehbuch              | Quentin Tarantino                                      | Once Upon a Time in Hollywood       | Mike Flanagan für Doctor Sleeps Erwachen Rick Jaffa, Amanda Silver, Lauren Hynek & Elizabeth Martin für Mulan Bong Joon-ho & Han Jin-won für Parasite Christopher Nolan für Tenet Todd Phillips & Scott Silver für Joker Chris Terrio & J. J. Abrams für Star Wars: Der Aufstieg Skywalkers |
| Bester Schnitt               | Bob Ducsay                                             | Knives Out – Mord ist Familiensache | Maryann Brandon & Stefan Grube für Star Wars: Der Aufstieg Skywalkers Mike Flanagan für Doctor Sleeps Erwachen Jennifer Lame für Tenet Fred Raskin für Once Upon a Time in Hollywood Yang Jin-mo für Parasite |
| Beste Spezialeffekte         | Roger Guyett Neal Scanlan Patrick Tubach Dominic Tuohy | Star Wars: Der Aufstieg Skywalkers  | Scott Fisher & Allen Maris für Ad Astra – Zu den Sternen Mark Hawker, Yael Majors & Greg Steele für Birds of Prey: The Emancipation of Harley Quinn Kristy Hollidge & Nicholas Brooks für Es Kapitel 2 Ken Egly & Robert Legato für Der König der Löwen Andrew Jackson, Andrew Lockley, Scott Fisher & Mike Chambers für Tenet Neil Corbould, Eric Barba, Vinod Gundre & Sheldon Stopsack für Terminator: Dark Fate |
| Beste Musik                  | John Williams                                          | Star Wars: Der Aufstieg Skywalkers  | Ludwig Göransson für Tenet Nathan Johnson für Knives Out – Mord ist Familiensache Jung Jae-il für Parasite Thomas Newman für 1917 Trent Reznor & Atticus Ross für Mank |
| Beste Ausstattung            | Barbara Ling                                           | Once Upon a Time in Hollywood       | Rick Carter & Kevin Jenkins für Star Wars: Der Aufstieg Skywalkers Nathan Crowley für Tenet Mark Friedberg für Joker Patrick Tatopoulos für Maleficent: Mächte der Finsternis Ra Vincent für Jojo Rabbit |
| Bestes Kostüm                | Bina Daigeler                                          | Mulan                               | Erin Benach für Birds of Prey: The Emancipation of Harley Quinn Michael Kaplan für Star Wars: Der Aufstieg Skywalkers Arianne Phillips für Once Upon a Time in Hollywood Mayes C. Rubeo für Jojo Rabbit Albert Wolsky für Ad Astra – Zu den Sternen |
| Bestes Make-Up               | Amanda Knight Neal Scanlan                             | Star Wars: Der Aufstieg Skywalkers  | Bill Corso, Dennis Liddiard, Stephen Kelly & Bianca Appice für Bill & Ted retten das Universum Robert Kurtzman & Bernadette Mazur für Doctor Sleeps Erwachen Shane Zander, Alec Gillis & Tom Woodruff junior für Es Kapitel 2 Arjen Tuiten & David White für Maleficent: Mächte der Finsternis Norman Cabrera, Mike Hill & Mike Elizalde für Scary Stories to Tell in the Dark                                      |
| Bester Hauptdarsteller       | John David Washington                                  | Tenet                               | Daniel Craig für Knives Out – Mord ist Familiensache Delroy Lindo für Da 5 Bloods Ewan McGregor für Doctor Sleeps Erwachen Gary Oldman für Mank Aaron Paul für El Camino: Ein „Breaking Bad“-Film Joaquin Phoenix für Joker |
| Beste Hauptdarstellerin      | Elisabeth Moss                                         | Der Unsichtbare                     | Rebecca Ferguson für Doctor Sleeps Erwachen Liu Yifei für Mulan Natalie Portman für Lucy in the Sky Daisy Ridley für Star Wars: Der Aufstieg Skywalkers Margot Robbie für Birds of Prey: The Emancipation of Harley Quinn Charlize Theron für The Old Guard |
| Bester Nebendarsteller       | Bill Hader                                             | Es Kapitel 2                        | Adam Driver für Star Wars: Der Aufstieg Skywalkers Chris Evans für Knives Out – Mord ist Familiensache Ian McDiarmid für Star Wars: Der Aufstieg Skywalkers Robert Pattinson für Tenet Donnie Yen für Mulan |
| Beste Nebendarstellerin      | Ana de Armas                                           | Knives Out – Mord ist Familiensache | Zazie Beetz für Joker Ellen Burstyn für Lucy in the Sky Jamie Lee Curtis für Knives Out – Mord ist Familiensache Linda Hamilton für Terminator: Dark Fate Amanda Seyfried für Mank Jurnee Smollett für Birds of Prey: The Emancipation of Harley Quinn |
| Bester Nachwuchsschauspieler | Kyliegh Curran                                         | Doctor Sleeps Erwachen              | Ella Jay Basco für Birds of Prey: The Emancipation of Harley Quinn Julia Butters für Once Upon a Time in Hollywood Roman Griffin Davis für Jojo Rabbit Lexy Kolker für Freaks – Sie sehen aus wie wir JD McCrary für Der König der Löwen |

### Fernsehen
| Kategorie                                        | Preisträger        | Serie                     | Nominierungen |
| ------------------------------------------------ | ------------------ | ------------------------- | --- |
| Beste Science-Fiction-Serie                      |                    | Star Trek: Discovery      | Doctor Who Lost in Space – Verschollen zwischen fremden Welten Pandora Raised by Wolves Star Trek: Picard Westworld |
| Beste Fantasyserie                               |                    | For All Mankind           | Der dunkle Kristall: Ära des Widerstands Locke & Key The Magicians Outlander The Twilight Zone The Witcher |
| Beste Horrorserie                                |                    | The Walking Dead          | Creepshow Evil Fear the Walking Dead Lovecraft Country Servant What We Do in the Shadows |
| Beste Action-/Thrillerserie                      |                    | Better Call Saul          | Castle Rock The Outpost Pennyworth Riverdale Snowpiercer Tom Clancy’s Jack Ryan |
| Beste Superheldenserie                           |                    | The Boys                  | Batwoman The Flash Stargirl Supergirl The Umbrella Academy Watchmen |
| Beste Animationsserie                            |                    | Star Wars: The Clone Wars | BoJack Horseman Family Guy Primal Rick and Morty Die Simpsons |
| Bester TV-Hauptdarsteller                        | Patrick Stewart    | Star Trek: Picard         | Henry Cavill für The Witcher Mike Colter für Evil Grant Gustin für The Flash Sam Heughan für Outlander Jonathan Majors für Lovecraft Country Bob Odenkirk für Better Call Saul                                                 |
| Beste TV-Hauptdarstellerin                       | Caitriona Balfe    | Outlander                 | Melissa Benoist für Supergirl Regina King für Watchmen Sonequa Martin-Green für Star Trek: Discovery Thandie Newton für Westworld Candice Patton für The Flash Rhea Seehorn für Better Call Saul                               |
| Bester TV-Nebendarsteller                        | Doug Jones         | Star Trek: Discovery      | Jonathan Banks für Better Call Saul Tony Dalton für Better Call Saul Michael Emerson für Evil Richard Rankin für Outlander Norman Reedus für The Walking Dead Luke Wilson für Stargirl                                         |
| Beste TV-Nebendarstellerin                       | Danielle Panabaker | The Flash                 | Natasia Demetriou für What We Do in the Shadows Cynthia Erivo für The Outsider Melissa McBride für The Walking Dead Colby Minifie für Fear the Walking Dead Sophie Skelton für Outlander Tessa Thompson für Westworld          |
| Bester TV-Gastdarsteller                         | Jon Cryer          | Supergirl                 | Giancarlo Esposito für The Mandalorian Mark Hamill für What We Do in the Shadows Jeffrey Dean Morgan für The Walking Dead Kate Mulgrew für Mr. Mercedes Billy Porter für The Twilight Zone Jeri Ryan für Star Trek: Picard     |
| Bester TV-Nachwuchsschauspieler                  | Brec Bassinger     | Stargirl                  | Freya Allan für The Witcher Isa Briones für Star Trek: Picard Maxwell Jenkins für Lost in Space – Verschollen zwischen fremden Welten Madison Lintz für Bosch Cassady McClincy für The Walking Dead Erin Moriarty für The Boys |
| Best Television Presentation (under 10 Episodes) |                    | The Mandalorian           | Unglaubliche Geschichten Dracula Spuk in Bly Manor His Dark Materials Perry Mason |
| Best Film Presentation on Streaming Media        |                    | Enola Holmes              | Tyler Rake: Extraction Shirley Die Weite der Nacht |

### Homevideo
| Kategorie                                                   | Preisträger | Film/Serie                            | Nominierungen |
| ----------------------------------------------------------- | ----------- | ------------------------------------- | --- |
| Beste 4K-Blu-ray-Veröffentlichung                           |             | Knives Out – Mord ist Familiensache   | Die Alfred-Hitchcock-Classic-Kollektion Apocalypse Now: Final Cut (40th Anniversary Edition) Flash Gordon: Limited Edition Der weiße Hai: 45th Anniversary Mad Max Shining Krieg der Welten                                                                   |
| Beste Veröffentlichung eines Klassikers                     |             | Dr. Zyklop: Special Edition           | Der 4-D Mann: Special Edition Der Tag, an dem die Erde Feuer fing: Special Edition Vampire gegen Herakles: Special Edition Das Zauberschwert: Special Edition RoboCop: Director’s Cut Kampf der Welten                                                        |
| Beste DVD- oder Blu-ray-Kollektion                          |             | Godzilla: Die Showa-Filme (1954–1975) | Die komplette Abbott-und-Costello-Filmkollektion (80th Anniversary Edition) Die-Fliege-Kollektion Die komplette Gamera-Kollektion Hitchcock: Die britische Filmkollektion Laurel und Hardy: Die restaurierte Kollektion Karel Zeman: Drei Fantastische Reisen |
| Beste DVD- oder Blu-ray-Veröffentlichung einer Fernsehserie |             | Creepshow (Staffel 1)                 | Buck Rogers: Die komplette Serie The Quest: Die komplette Serie Kobra, übernehmen Sie: Die komplette Serie The Outsider (Staffel 1) Shazam!: Die komplette Serie Die Simpsons (Staffel 19)                                                                    |